# Heliopauza
Heliopauza je granica heliosfere gde je Sunčev vetar zaustavljen delovanjem međuzvezdane materije. Heliopauza je teoretska granica na rastojanju na kom Sunčev vetar nema dovoljnu energiju da nadjača zvezdane vetrove okolnih zvezda.

## Osobine heliopauze
Karakteristike ove prelazne zone heliosfere je nagli pad temperature naelektrisanih čestica, promena smera magnetnog polja i porast broja galaktičkih kosmičkih zračenja. Kako se solarni vetar širi sa Sunca u svim smerovima, ali različitim brzinama i gustinom, heliopauza nema najpravilniji sferni oblik. On fluktuira i njegov oblik zavisi od uticaja vetrova međuzvezdanog gasa prouzrokovanim Sunčevim kretanjem kroz prostor.

## Letelica Vojadžer 1
Vojadžer 1 je NASA-ina interplanetarna sonda lansirana 1977. godine radi proučavanja spoljašnjeg Sunčevog sistema. Trenutno nastavlja svoju produženu misiju da locira i prouči granice Sunčevog sistema, uključujući Kojperov pojas. Vojadžer 1 je od svih objekata lansiranih sa Zemlje, letelica koja je trenutno najudaljenija od Zemlje i jedini objekat lansiran sa Zemlje koji je stigao do granice između Sunčevog sistema i međuzvezdanog prostora.
Tehnike za prikupljanje podataka o temperaturi, gustini, sastavu i magnetnom polju međuzvezdane materije su tehnike daljinskog očitavanja.

### Vojadžer 1 u regionu heliopauze
U maju 2012. godine, letelica Vojadžer 1 detektovala je veliki skok u broju kosmičkih zraka. Pored povećanja kosmičkog zračenja, Vojadžer 1 detektovao je i emisiju radio zračenja koje je generisano materijalom izbačenim iz Sunca preko koronalnih eksplozija. Pri kretanju letelice za tri godine od 2009. do 2012. porast kosmičkih zraka je bio uvećan za 25%, a od maja 2012. godine broj kosmičkih zraka se nedeljno povećavao za 5%, a mesečno za 9%. S obzirom na mnogo veću koncentraciju visokoenergetskih čestica iz kosmičkih zraka poput protona i jezgra helijuma ubrzanih do brzine svetlosti, pretpostavljeno je da je ova oblast granica heiosfere, tj. heliopauza. NASA je 2013. godine potvrdila da je Vojadžer 1 prešao region heliopauze 25. avgusta 2012. godine na rastojanju od 121 AJ, odnosno 18 milijardi kilometara od Sunca.
Na izlasku Vojadžera 1 iz heliosfere, kako se gustina energetskih čestica koji stižu do letelice sa Sunca bude smanjivala, očekuje se promena linija magnetnog polja oko letelice.

## Heliosfera
Heliosfera je deo svemira u kome je Sunce glavni nebeski obejekat, koji najviše utiče na okolna tela. Uticaj nekog tela meri se njegovim magnetnim poljem, te je tako granica heliosfere sferna magnetna oblast. Granica heliosfere se naziva heliopauza i određena je rastojanjem od Sunca na kojem Sunčev vetar ima brzinu i snagu približnu brzini i snazi međuzvezdane materije, a to je na 121 AJ, na velikom rastojanju od Neptuna kao najudaljenije planete Sunčevog sistema.
Sunčeva plazma koja se odvaja od Sunca u formi Sunčevog vetra kreće se kroz svemir velikom brzinom koja naglo usporava u oblasti poznatoj pod nazivom terminacioni šok. Na ovu oblast nadovezuje se heliopauza.

### Struktura heliosfere
- terminacioni šok, sloj na kojem Sunčev vetar usporava na brzinu manju od brzine zvuka proizvodeći terminacioni talas
- solarni omotač (heliosheat), oblast u kojoj se magnetno polje naglo menja
- vodonikov zid, sloj povećane gustine neutralnog vodonikovog atoma
- heliopauza, granični sloj između Sunčevog sistema i međuzvezdane materije
- lučni šok, oblast velikih turbulencija od međuzvezdanih vetrova

Veličina heliosfere procjenjuje se na 200-300 AJ. Smatralo se da je oblik heliosfere eliptičan zbog kretanja Sunca kroz svemir brzinom 25 km/s, ali je to opovrgnuto pomoću podataka dobijenih letilicom Kasini i zaključeno je da heliosfera ima sferan oblik. Do zone terminacionog šoka, solarni vetar se kreće brzinama od 400 do 700 km/s i oblikuje magnetno polje unutar heliosfere.
Terminacioni šok je oblast u kojoj Sunčev vetar usporava na brzine manje od brzine zvuka. U ovoj oblasti dolazi do naglih promena magnetnog polja i formira se oblast solarnog omotača u kojem je solarni vetar sporiji od brzine zvuka. Granica sa međuzvezdanom materijom naziva se heliopauza i na ovim daljinama solarni vetar više nema dovoljno snage da odgura zvezdane vetrove drugih zvezda. Heliosfera se završava lučnim šokom, oblašću koja nastaje zbog Sunčevog kretanja kroz svemir, a u kojoj međuzvezdani vetrovi udaraju u heliosferu i stvaraju područje turbulencije. Procenjuje se da se ova oblast nalazi na oko 230 AJ od Sunca.